# Topolino (giornale)
Topolino è stata una pubblicazione periodica a fumetti in formato giornale edita in Italia dalla Casa Editrice Nerbini dal 1932 al 1937 e poi dalla Arnoldo Mondadori Editore fino al 1949 per 738 numeri e 42 supplementi. Aveva inizialmente otto pagine e oltre a fumetti della Disney presentava produzioni di altri autori sia americani che italiani.
Nell'aprile 1949 la testata venne chiusa per crearne un'altra che ne mantenne il nome ma ne cambiò il formato passando a quello noto come "libretto" e ricominciando la numerazione dal n. 1.

## Storia editoriale

### Gli esordi
Nel gennaio 1931, a Torino, viene organizzata per la prima volta una proiezione dei cortometraggi di Topolino, in un matinée cinematografico che comprendeva anche corti di altri personaggi già celebri in Italia. Il successo fu notevole e ben presto la popolarità di Mickey Mouse si diffuse in tutto il paese. A maggio dello stesso anno sul supplemento domenicale per bambini del quotidiano Il Popolo di Roma (edizione laziale del giornale Il Popolo d'Italia) apparvero alcune tavole che avevano come protagonista Topolino, disegnate dall'illustratore Guglielmo Guastaveglia detto Guasta che ne realizza una versione molto grezza ed elementare e non è raro vedere Topolino interagire con il gatto Felix (ancora chiamato Mio Mao) all'epoca personaggio decisamente più celebre in Italia, o addirittura con Oswald il coniglio fortunato, che non era più di proprietà della Disney; inoltre Minnie viene chiamata Topolina. In questa forma, Topolino venne pubblicato per una decina di numeri, negli ultimi dei quali ai rozzi disegni fatti in casa si sostituiscono vignette ricalcate dalle strisce di Floyd Gottfredson.

### Periodo Nerbini (1932-1935)

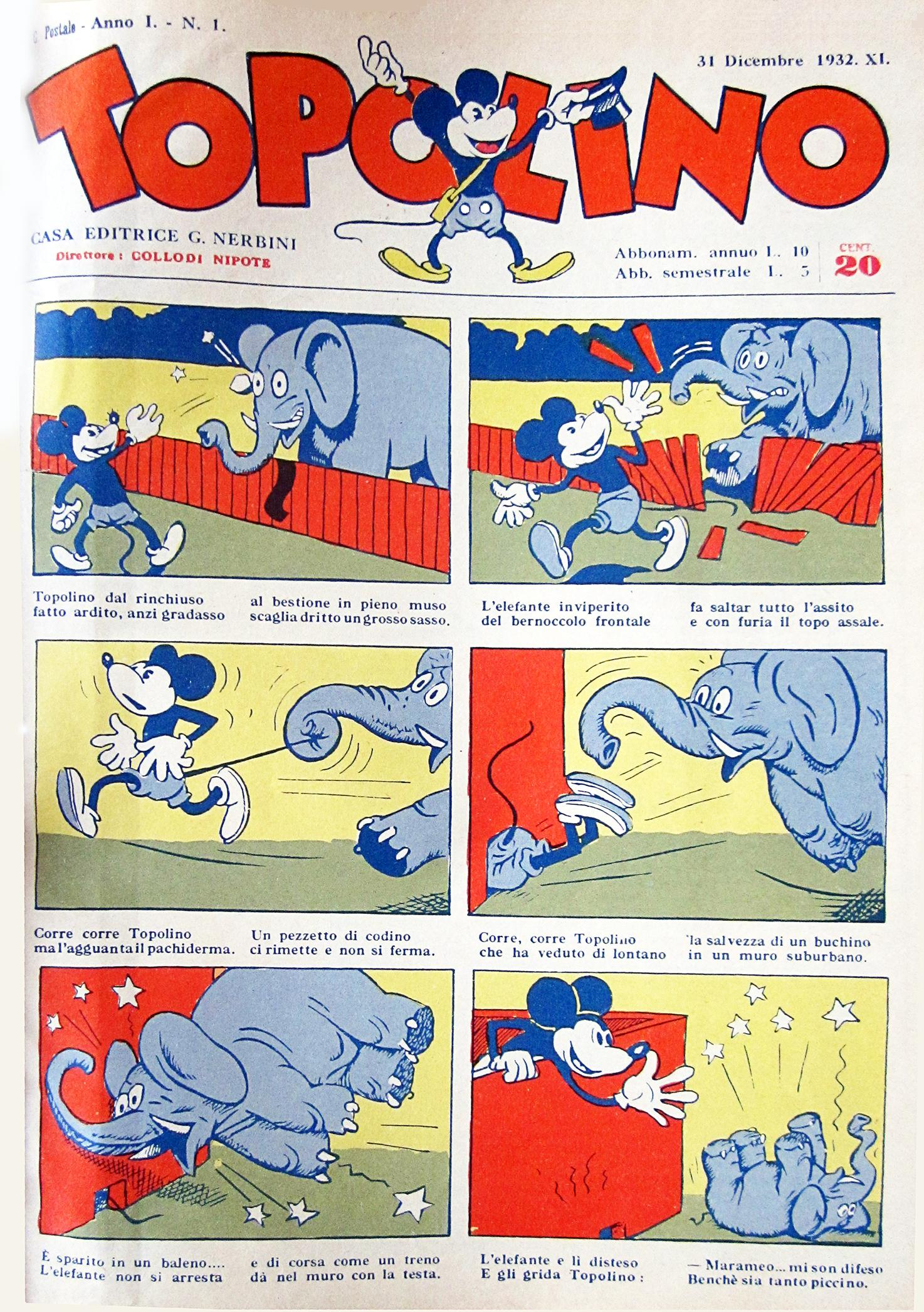
Prima pagina del primo numero di Topolino giornale del 31 dicembre 1932.

Nel 1932 venne assegnato a Disney uno speciale Oscar per la creazione del personaggio di Topolino e, per sfruttare il successo che il personaggio riscuoteva al cinema, Giuseppe Nerbini, edicolante ed editore fiorentino, decise di pubblicare una nuova testata al personaggio che esordì il 31 dicembre 1932, anticipando di un mese l'analoga prima pubblicazione statunitense, Mickey Mouse Magazine edito da Herman Kamen nel formato digest che nel dopoguerra in Italia sarebbe stato usato per la seconda versione della testata. La testata americana veniva distribuita solo nei grandi magazzini e nei cinema che proiettavano i film del personaggio e per la diffusione nelle edicole bisognerà attendere il 1935. La testata italiana ha invece il formato simile a quello del Corriere dei Piccoli ma, diversamente da questo, avrà da subito periodicità settimanale e in prima pagina aveva una breve storia con didascalie in rima di Topolino realizzata da Giove Toppi. Nerbini tuttavia non si era assicurato correttamente i diritti di pubblicazione in quanto si era rivolto al Consorzio Cinematografico E.I.A., distributore dei cortometraggi di Topolino, mentre i diritti per le riviste erano gestiti da Guglielmo Emanuel, inoltre la vicenda si era complicata ulteriormente anche per l'intervento dell'editore Carlo Frassinelli di Torino, il quale, ritenendo di avere l'esclusiva assoluta di pubblicare materiale cartaceo Disney (era in procinto di dare alla stampa due libri su Topolino), diffidò la Nerbini imponendole la sospensione del giornale. Si scoprì presto però che Frassinelli possedeva solo i diritti dei due libri che era in procinto di pubblicare, per cui le sue accuse erano infondate, ma restava fondate invece le proteste di Emanuel, seppur Nerbini avesse sbagliato in buona fede, per cui, a partire dal n. 3, la testata venne modificata provvisoriamente in "Il Giornale di Topo Lino" e il personaggio di Topolino venne sostituito da "Topo Lino", un personaggio ideato da Giove Toppi e Gaetano Vitelli. Nel numero 3 infatti uscì una dichiarazione dell'editore Nerbini: 
Acquisiti correttamente i diritti dal King Features Syndicate, dal n. 5 venne ripristinata la testata originale ma continuarono a essere presenti in prima pagina la serie di Topo Lino di Toppi e Vitelli fino al n. 6. Nerbini si assicurò quindi i diritti di pubblicazione delle strisce giornaliere e delle tavole domenicali realizzate da Floyd Gottfredson che esordirono sul n. 7 (Il ritratto di Minnie, tavola domenicale) che vennero pubblicate con l'integrazione di didascalia in rima ma senza eliminare gli originali baloon; in attesa di riceverne altre, Nerbini ottenne il permesso dal King Features di pubblicarne altre realizzate in Italia con l'obbligo di specificare che non erano opera di Walt Disney e che la loro pubblicazione era autorizzata dal King Features Sindacate, queste storie verranno realizzate da Burattini e da Vitelli che saranno quindi, insieme a Toppi, i primi autori italiani della Disney. Le strisce giornaliere esordirono sul n. 11 e poi sul n. 14 con la storia Topolino arciere mentre sul n. 15 venne pubblicata per intero la storia Le disavventure di Pluto, in cui un accalappiacani (non ancora chiamato Pietro Gambadilegno) dà la caccia al cane di Topolino. La prima storia lunga (Le prodezze di Topolino aviatore) venne pubblicata a partire dal n. 24 con 19 strisce per volta. In queste storie vengono anche introdotte delle didascalie in rima scritte dal primo direttore della rivista, Paolo Lorenzini, e viene anche assegnato il nome definitivo a Pippo, la spalla di Topolino, che sui libri della Salani era invece chiamato Medoro. Anche nella versione originale americana il personaggio di Pippo ebbe variazioni del nome: Dippy the Dawg o Dippy Dawg o Dippy Dog agli esordi, per poi diventare Dippy the Goof o The Goof e infine definitivamente Goofy.
Le strisce giornaliere di Topolino vennero successivamente trasferite sul supplemento al giornale, mentre la testata principale continuava a pubblicare le tavole domenicali di Topolino e di Buci (un personaggio delle Sinfonie allegre), oltre a racconti in testo e rudimentali fumetti non-Disney di produzione italiana come Pisellino di Antonio Burattini o Sorcettino di Toppi e Vitelli. Con il n. 53 esordirono le strisce giornaliere di Tim Tyler's luck (più nota in Italia con il titolo Cino e Franco) con la storia Sotto la bandiera del re della giungla. È il primo fumetto naturalistico pubblicato sul giornale. Nello stesso numero Collodi nipote, fino allora direttore della testata, lasciò l'incarico, per la sempre maggior presenza, voluta dall'editore, di «vignette e storielle figurate» a scapito dello «spazio rimasto a sfogo di velleità più o meno letterarie di piccini e di grandi», che resero il giornale «non più conforme ai miei intendimenti artistici e al programma da me esposto all'inizio di questa pubblicazione». La direzione della testata passò allo stesso editore Mario Nerbini. La serie di Cino e Franco riscosse molto successo e le vendite del giornale aumentarono. Ciò spronò Nerbini ad acquistare altre strisce dal KFS ma, non trovandole adatte al target di Topolino, decise di creare una nuova testata dove pubblicarle, L'Avventuroso. Le poche strisce ritenute adatte trovarono spazio soprattutto sul supplemento.
Tra la fine del 1934 e gli inizi del 1935 le strisce giornaliere di Topolino tornarono a venire pubblicate anche sul giornale presentando le storie Topolino e l'elefante, Topolino nel paese dei califfi e Topolino e Pluto corridore. Sempre in quest'anno il giornale cambiò nome in Topolino - Mickey Mouse per alcuni numeri. In quel periodo il settimanale di norma pubblicava in prima e in ultima pagina una tavola domenicale rimontata di Topolino, mentre le storie a strisce del personaggio erano pubblicate non rimontate all'interno al ritmo di una pagina al numero; il paginone centrale era occupato dalle strisce quotidiane di Cino e Franco. A completare il numero erano storie di produzione italiana, alcune delle quali ebbero persino l'onore della prima pagina, seppur saltuariamente.
Venne pubblicato anche un supplemento, esordito a maggio 1933 che pubblicava soprattutto le storie a strisce non pubblicate nella serie regolare oltre a qualche tavola domenicale; sul primo numero venne pubblicata la serie di tavole Le grandi avventure di Topolino e Topolina nel West (tratte dalle tavole domenicali The Lair of Wolf Barker e scritte da Ted Osborne e disegnate da Floyd Gottfredson con le chine di Al Taliaferro e di Ted Thwaites) e Il mistero del castello incantato (storia a strisce realizzata tra il 1932 e il 1933); entrambe finiscono di essere pubblicate con il n. 3. Il primo episodio a fumetti di Topolino, realizzato dai suoi creatori con la collaborazione di Win Smith e apparso in originale il 13 gennaio 1930, verrà proposto da Nerbini solo nel 1934, sul Supplemento al giornale, con il titolo di Le audaci imprese di Topolino nell'isola misteriosa (nn. 9-11),. L'edizione italiana venne modificata da Giorgio Scudellari, illustratore di origine cilena, che corresse alcuni errori e incongruenze presenti nella storia. Tra le altre storie pubblicate nel supplemento si furono Topolino e Topolina sportivi alle prese col puro-sangue Piedidolci (n. 4-8), Le straordinarie avventure di Topolino e Pippo poliziotti (nn. 12-15), Topolino e Minnie contro il pirata e contrabbandiere "Gamba di legno" (nn. 16-20), Il rivale di Pluto (nn. 16-18), Le nuove avventure di Topolino e Minnie nel West (nn. 20-29), Topolino giornalista (nn. 30-39), Il romanzo di Clarabella (nn. 40-42). Gli ultimi tre numeri sono editi da Mondadori. Vengono pubblicate anche due riduzioni a fumetti della serie di cortometraggi Sinfonie allegre: "presentiamo le avventure di Ambrogio il gatto malandrino" (nn. 29-35) e I due fannulloni" (esordio di Paperino nei fumetti, nn. 28-35). Anche sul supplemento vennero pubblicate storie non Disney come le strisce di Frank Merril.
Nel luglio del 1935 Nerbini dovette cedere la rivista, il suo supplemento e il contratto di esclusiva per Mickey Mouse alla Mondadori, che chiuse subito dopo il supplemento, convogliandone le storie rimaste incompiute sulla testata principale.

### La contesa tra Nerbini e Mondadori (1935)
Nel 1934-1935 l'editore Mondadori tentò di sottrarre a Nerbini il giornale "Topolino" in quanto intenzionato a pubblicare storie Disney. Incontrato in Italia Walt Disney, in viaggio per l'Europa, cercò di convincerlo a cedergli i diritti per la pubblicazione delle storie Disney. Tuttavia, il King Features Syndicate aveva già ceduto i diritti per la pubblicazione delle storie di Topolino a Nerbini:

Tuttavia, il fatto che nel contratto si leggesse che il KFS avesse ceduto a Nerbini solo i diritti per la pubblicazione delle strisce e delle tavole di Topolino, ma non dei personaggi Disney in generale, permise a Mondadori di comprare i diritti delle Silly Symphonies (Sinfonie allegre). Il 28 marzo 1935 uscì così il primo numero dei Tre Porcellini, giornale che conteneva le Sinfonie allegre con protagonisti i tre porcellini, dei racconti illustrati con protagonista Topolino, e tavole domenicali non Disney. Quasi contemporaneamente Mondadori iniziò a ristampare le storie di Topolino già pubblicate sul giornale nerbiniano nella nuova collana Nel regno di Topolino. Pochi mesi dopo Nerbini fu costretto a cedere a Mondadori il giornale:
Secondo alcune ipotesi sia Nerbini che Mondadori si rivolsero al fascismo, uno per difendersi dall'attacco di Mondadori, l'altro per sottrarre a Nerbini il giornale; l'arbitrato fascista avrebbe poi costretto Nerbini a cedere la testata a Mondadori, in cambio Mondadori avrebbe pagato una cifra molto alta a Nerbini come buonuscita. Le strisce giornaliere di Cino e Franco rimasero a Nerbini, che le trasferì sul nuovo Giornale di Cino e Franco. Quelle domenicali vennero invece acquistate da Mondadori, che le pubblicò su Topolino ribattezzando i due protagonisti Tim e Tom. Nelle varie edizioni ci sono anche dei grossolani e vistosi errori come quella del n. 40, uscito in due diverse versioni, la prima con in prima pagina la storia "Topolino naturalista" (già pubblicata sul n. 39) e l'altra con un'avventura di Pisellino.

### Periodo Mondadori (1935-1949)

#### 1935-1937
La Mondadori diverrà il nuovo editore con il n. 137 dell'11 agosto 1935. Il primo numero contiene in prima pagina la prima parte di una tavola domenicale di Topolino, alla quale seguono dei racconti illustrati, una tavola domenicale di Ciottolo all'età della pietra, le avventure africane di Tim e Tom (ossia Cino e Franco), una tavola domenicale di Little Nemo e, in ultima pagina, la conclusione della tavola domenicale pubblicata in prima pagina. Il numero successivo presenta in ultima pagina una storia propagandistica sulle provocazioni abissine nei confronti delle guarnigioni italiane in Africa Orientale, punite con i gas. Il giornale venne diretto da Antonio Rubino, ex direttore del Corriere dei Piccoli e, dal numero 139, viene stampato dalla tipografia SAME di Milano.
Mondadori, per rendere meno traumatico il cambio di editore, mantiene inizialmente la tricromia utilizzata da Nerbini, per poi abbandonarla con il n. 139 in favore della quadricromia; da questo numero viene pubblicata in prima pagina la storia a tavole domenicali Topolino e il canguro (n. 139-158); in ultima pagina viene pubblicata la prima puntata di Gli uomini verdi, storia di fantascienza di Yambo che si ispirava in parte al suo romanzo Atlantide (1901) e fu una delle prime storie a fumetti di fantascienza italiane. Mondadori decise di sopprimere il Supplemento al giornale che continuò per soli tre numeri, e di pubblicare le storie destinate al supplemento sulla serie regolare dal n. 142. Mentre la prima pagina continua a venire occupata dalla tavola domenicale Topolino e il canguro, la giornaliera Il romanzo di Clarabella occupa la seconda e la terza pagina del giornale. Dal n. 143 appaiono anche alcune brevi strisce inglesi disegnate da Wilfred Haughton. In questi numeri, oltre alle storie Disney vengono pubblicate anche storie non della Disney come le americane Tim e Tom di Lyman Young, Audax di Zane Gray e Il piccolo Nemo di Winsor McCay, Eugenio Bellidee, Ella Parella, Il romanzo della signorina Milli, Inspector Wade, Barry il rosso e molte altre. A partire dal n. 148 le scritte in rima sotto le vignette scompaiono gradualmente.
A partire dal n. 151 Antonio Rubino, direttore del giornale, decise di rendere il giornale più simile a L'Avventuroso, sperando di incrementare in questo modo le vendite: a partire da questo numero, di conseguenza, Topolino e il canguro perde temporaneamente la prima pagina in favore della fantascientifica S.K.1, di Guido Moroni Celsi; in ultima pagina vennero pubblicate le tavole domenicali di Audax. L'esperimento non diede però i risultati sperati e, dal n. 155 (15 dicembre 1935), Topolino e il canguro tornò in prima pagina mentre S.K. 1 passò nelle pagine interne. Mentre inizia la pubblicazione di Topolino e il misterioso "S", flagello dei mari, il giornale verso la fine del 1935 indisse un concorso a premi per i lettori; sempre in quest'anno nacquero gli Amici di Topolino con tanto di tessera sociale.
Nel 1936 entrano a far parte della redazione del giornale o comunque del settore periodici della Mondadori persone del calibro di Cesare Civita, Cesare Zavattini (direttore editoriale della sezione periodici), Mario Gentilini e Federico Pedrocchi. All'inizio dell'anno il giornale continuò a pubblicare le tavole domenicali di Topolino in prima pagina (con i versi in rima contenuti in didascalie inserite tra una vignetta e l'altra), le strisce giornaliere del personaggio a pagina 2 (in bianco e nero e non rimontate), Tim e Tom nel paginone centrale, Audax a pagina 3 ed Ella Parella a pagina 7, la storia italiana S.K.1 in ultima pagina. A partire dal numero 165 (23 febbraio 1936) le didascalie in rima scompaiono definitivamente. Tra le strisce statunitensi non Disney che debuttano sul settimanale nel 1936 vi sono Ispettore Wade e Il romanzo della signorina Milli.
Fino al numero 200 il giornale continuò a pubblicare le tavole domenicali di Topolino in prima pagina (tra cui la storia lunga Topolino e Robin Hood) e le strisce giornaliere nelle pagine interne. Fecero eccezione i numeri 174 e 175 in cui le strisce giornaliere di Topolino furono pubblicate a colori in prima pagina, con il riassunto e la continuazione a pagina 2. Dal numero 201 (1 novembre 1936) le strisce giornaliere di Topolino tornarono a essere pubblicate a colori in prima pagina con il solito riassunto e continuazione a pagina 2 (dove erano pubblicate anche le tavole domenicali del personaggio). Inizialmente le strisce giornaliere pubblicate in prima pagina non erano rimontate, almeno fino alla fusione con i Tre Porcellini avvenuta all'inizio del 1937.
Negli anni successivi vennero realizzate delle riduzioni delle opere di Salgari come I misteri della jungla nera e Le due tigri, realizzate da Guido Moroni Celsi.

#### 1937-1939:Topolino - Grandi avventure
Con il n. 98 del 4 febbraio 1937 il giornale della Mondadori I tre porcellini chiude, e molte storie pubblicate sull'appena chiusa testata vengono trasferite su Topolino. A causa dell'assorbimento della testata I tre porcellini, a partire dal n. 216 dell'11 febbraio 1937 il titolo della testata viene cambiato da Topolino a Topolino - Grandi avventure; anche il numero di pagine cambia, passando da otto a sedici. Tra le storie trasferite su Topolino spiccano quelle sceneggiate da Federico Pedrocchi, che debutta sul giornale con la storia Saturno contro la Terra dove fa la sua prima apparizione il dittatore saturniano Rebo, che, alleato con il professore (originario del pianeta Terra) Leducq, è intenzionato a conquistare il pianeta Terra; i suoi piani verranno però sventati dal Professor Marcus e il suo assistente Ciro. La saga di Rebo, il cui soggetto è di Cesare Zavattini mentre i disegni sono di Giovanni Scolari, continuerà fino al 1946 con numerosi seguiti. Luciano Bottaro e Carlo Chendi riprenderanno, in Paperino e il razzo interplanetario (anni 60), il personaggio di Rebo, riproponendolo in una chiave comica e caricaturale, più consona allo spirito Disney. Bottaro negli anni 90 realizzò altre tre storie di Paperino con Rebo antagonista.
Per quanto riguarda le storie Disney pubblicate nella testata, proprio con il numero 216 la storia a puntate di Topolino pubblicata in prima pagina cominciò a essere rimontata e, per giunta, dal numero 218 fu soppressa la continuazione a pagina 2 con il risultato che il giornale cominciò a pubblicare le storie del personaggio al ritmo di tre strisce e un quarto a settimana, rimontate su quattro righe, accumulando ritardo sugli Stati Uniti (dove uscivano sei strisce alla settimana). Con il n. 217 del 18 febbraio 1937 debuttano sul giornale le tavole domenicali delle Sinfonie allegre con Paperino protagonista inizialmente pubblicate su I tre porcellini. Queste tavole domenicali continueranno a essere pubblicate su Topolino fino al n. 261, in cui viene annunciata la nascita del giornale Paperino e il conseguente trasferimento nella nuova testata delle tavole domenicali delle Sinfonie Allegre con protagonista Paperino. Dal n. 259 al 261 vengono peraltro pubblicate delle strisce promozionali made in Italy realizzate dallo stesso Pedrocchi in cui è lo stesso Paperino ad annunciare a Topolino l'uscita imminente della nuova testata.
A partire dal n. 265 del 20 gennaio 1938, vengono pubblicati gli adattamenti a fumetti delle Sinfonie allegre o dei film Disney (pubblicati negli Stati Uniti d'America sotto forma di tavole domenicali): la prima storia a essere pubblicata fu Biancaneve e i sette nani (n. 265-284), seguita da Il savio porcellino (storia a fumetti seguito de I tre porcellini in cui debuttano i figli di Ezechiele Lupo, i tre lupetti cattivi, viene pubblicata su Topolino n. 285-298), Pluto chioccia (n. 299-307), Macchietto Maialetto (n. 308-313) e Quel bonaccione di Fuffo (n. 314-324).
Ma con la politica del regime fascista sempre più autarchica, dal 1938 il Min.Cul.Pop. (Ministero della cultura popolare) impone alla stampa una serie di dure restrizioni, prima fra tutte quella di non editare più i protagonisti del fumetto popolare americano. Il solo Topolino è risparmiato, e così il suo logo e il suo personaggio possono continuare ad esistere nelle edicole italiane. Si ritiene che Topolino fu risparmiato in quanto i figli di Benito Mussolini erano abbonati a quel giornale.
Già dal 13 ottobre 1938 (n. 303) tutti i fumetti americani non-Disney scomparvero, sostituiti da fumetti italiani. L'annuncio dato sui n. 300 di Topolino e sul n. 39 di Paperino (22 settembre 1938) fu: «Le grandi novità preannunciate si realizzano! Topolino dà inizio a cinque nuove grandiose storie». Le storie americane vengono infatti sostituite da nuovi fumetti di produzione italiana: a prendere il posto di Brick Bradford (noto in Italia come Guido Ventura) nel paginone centrale è il Saturnino Farandola di Federico Pedrocchi e Pier Lorenzo De Vita, mentre fa il suo esordio la serie italiana I predatori del Guardaful - Avventure in Somalia nel 1919, presto ribattezzata in Le grandi cacce di Gino e Gianni; altra serie tutto sommato da ricordare è Pino il mozzo. Per soddisfare inoltre una imposizione del regime di aumentare le rubriche e le pagine di testo in generale a scapito dei fumetti, viene introdotta, a partire dal n. 301, una nuova rubrica, curata da Cesare Zavattini, nominata Il giornalino delle meraviglie in cui vengono pubblicati a puntate persino alcuni romanzi. Successivamente vennero pubblicate altre storie di Pedrocchi, tra le quali spiccano Virus e Faust.

#### 1939-1942
Con il n. 330 del 20 aprile 1939 la testata cambiò nome da Topolino - Grandi avventure a semplicemente Topolino, e la storia a puntate di Topolino pubblicata in prima pagina passa da quattro a cinque righe e non è più rimontata. Per smaltire il ritardo accumulatosi nel frattempo con gli Stati Uniti, fino alla fine del 1939 viene pubblicata nelle pagine interne un'altra storia a puntate di Topolino. Oltre alle strisce e alle tavole domenicali di Topolino trovano spazio nella testata anche le tavole domenicali delle Sinfonie allegre intitolate Pluto il cucciolone o Penna Bianca. Nel frattempo, già a partire dal n. 327 del 30 marzo 1939 fece il ritorno sul settimanale la striscia statunitense Brick Bradford, con la storia Le isole sotto i ghiacci; per spacciare la storia come italiana, le strisce originali furono tuttavia ridisegnate da Carlo Cossio. A partire dal n. 354 del 5 ottobre 1939, vennero utilizzate direttamente le strisce originali invece di ridisegnarle. Le strisce di Brick Bradford continuarono ad essere pubblicate su Topolino fino al n. 464 del 4 novembre 1941.
Nel settembre 1939 Mondadori restituisce la testata L'Audace a Vecchi trasferendo su Topolino le storie Virus, Il solitario dei Sakya e Alle frontiere del Far West a partire dal n. 352 (21 settembre 1939). A partire dal numero 355 (12 ottobre 1939) il numero delle pagine venne diminuito da 16 a 12. Con il numero 386 (16 maggio 1940) il giornale tornò a 16 pagine. Nell'agosto 1940 cominciò la pubblicazione del ciclo del Mozzo del sommergibile che continuò fino al dicembre 1943. Con il n. 411 (29 ottobre 1940), Topolino assorbe il giornale Paperino e le strisce giornaliere e le tavole domenicali di Paperino vengono trasferite su Topolino insieme alle storie non Disney di produzione italiana Jolanda, la figlia del corsaro nero e L'ultimo pirata della Malesia. Dal n. 421 (7 gennaio 1941) al n. 442 (3 giugno 1941) le strisce giornaliere di Topolino vengono spostate nelle pagine interne, mentre in prima pagina trovano spazio le tavole domenicali autoconclusive del personaggio. Con il numero 443 le strisce giornaliere di Topolino tornarono a essere pubblicate in prima pagina. A partire dal numero 440 (maggio 1941), Topolino cambiò formato e impaginazione e cominciò a essere stampato nelle Officine Grafiche Mondadori di Verona; grazie all'utilizzo dei nuovi macchinari, più all'avanguardia di quelli della SAME di Milano dove fino a quel momento era stato stampato il settimanale, la qualità di stampa e di riproduzione dei disegni migliorò decisamente. Con il numero 454 (26 agosto 1941) il numero di pagine si ridusse di nuovo da 16 a 12.
Nel frattempo, però, l'incalzare della guerra e le crescenti simpatie americane per gli Alleati, nemici dell'Italia e delle potenze dell'Asse, portarono a porre in dubbio l'"eccetto" Topolino; ciò è dimostrato dal fatto che nell'aprile 1941 Mondadori scrisse al Min.Cul.Pop. chiedendo una proroga per la pubblicazione di storie Disney almeno fino alla fine dell'anno; infatti, sostenne Mondadori, cambiare il titolo Topolino alla testata avrebbe costituito un danno economico e d'altronde le storie Disney, oltre a occupare sole 3 pagine sulle 12/16 costituenti il giornale, non erano tutte americane ma in alcuni casi erano realizzate da autori italiani con il consenso della Disney americana; Mondadori conclude: «accordateci un rinvio almeno sino alla fine dell'anno, ci lascereste inoltre il tempo di studiare un giornale per ragazzi che possa sussistere e vivere anche senza Disney». La proroga fu concessa, ma nel dicembre del 1941 gli Stati Uniti entrarono in guerra contro le potenze dell'Asse e dunque contro l'Italia; anche per questo, a partire dal n. 477 del 3 febbraio 1942, anche il settimanale fu costretto a cedere alle già citate restrizioni imposte dal fascismo; già nel dicembre 1941, Mondadori scrisse al Min.Cul.Pop., ringraziando il ministro Alessandro Pavolini per aver permesso alle storie della Disney di essere pubblicate fino in quel momento e assicurandogli che, una volta finito il materiale importato, Topolino avrebbe smesso di pubblicare le storie Disney.
L'ultima storia di Topolino pubblicata fu Topolino e l'illusionista. Le ultime puntate della storia (quelle pubblicate nel 1942) subirono interventi redazionali che comportarono l'eliminazione delle nuvolette, sostituite da didascalie per volontà del fascismo, che ne aveva vietato l'utilizzo per tutte le storie a fumetti. A partire dal numero 476, la storia fu spostata in ultima pagina e venne falsamente accreditata a Pedrocchi, mentre in prima pagina cominciò ad essere pubblicata la storia a fumetti intitolata "Guerra di corsa - Nuove imprese del Mozzo del sommergibile di Federico Pedrocchi e Edgardo Dell'Acqua. Topolino e l'illusionista si concluse alla decima puntata, pubblicata il 3 febbraio, in modo troppo frettoloso per non indicare forse un'imposizione dal Min.Cul.Pop. di non pubblicare le strisce di Topolino a partire dal n. 478; infatti, per far concludere la storia proprio con il n. 477, le ultime 27 strisce della storia non ancora pubblicate furono riassunte dalla redazione in sole 5 strisce, pubblicando solo le vignette maggiormente essenziali per la comprensione del finale e eliminando tutte le altre; il contenuto delle vignette eliminate venne accennato nelle didascalie della storia. Al termine del maxi riassunto del finale venne annunciata, a fondo pagina, la pubblicazione di Tuffolino agente di pubblicità, in cui esordisce Tuffolino, personaggio destinato a sostituire Topolino nelle pagine del settimanale fino alla conclusione della guerra. Le tavole domenicali di Penna Bianca vengono invece pubblicate fino al numero 481, che fu di conseguenza l'ultimo del periodo "anteguerra" a pubblicare almeno una storia a fumetti Disney. Dal numero 482 al 564, i personaggi Disney scomparvero dal settimanale che pur continuava a chiamarsi Topolino e a riportare sulla testata nonché nell'angolo della posta l'immagine dell'omonimo personaggio.

#### 1942-1943
Topolino viene quindi sostituito da Tuffolino, un ragazzetto dalle medesime caratteristiche fisiche, disegnato dal grande illustratore Pierlorenzo De Vita. Il personaggio debutta in Tuffolino agente di pubblicità, versione ridisegnata (con versioni umanizzate dei personaggi Disney) di Topolino agente di pubblicità, che era stata appena pubblicata negli States. Infatti il giornale aveva già ricevuto, prima del divieto del regime, la storia Topolino agente di pubblicità, che però non poteva essere pubblicata. Allora Pedrocchi decise di far modificare le vignette della storia a Pierlorenzo De Vita, che ridisegnò i personaggi sostituendo i personaggi Disney con altri inventati ex novo: in questo modo Topolino divenne Tuffolino, Minni diventò Mimma e Clarabella Clara. Al termine di Tuffolino agente di pubblicità, sostanzialmente identica all'originale Disney tranne che per le ultime puntate (che tuttavia non modificano il finale della vicenda originale ma mostrano eventi successivi), vennero pubblicate altre tre storie con protagonista Tuffolino, questa volta completamente originali.
Del personaggio di Topolino rimase solo il titolo del giornale e il logo della testata. Nel Topolino senza storie Disney (n. 482-564), tornato a otto pagine a partire dal n. 477, in prima pagina venivano pubblicate le avventure patriottiche del giovane mozzo siciliano Torre De Luca che prestava servizio su un sommergibile. In seconda pagina c'era l'angolo della posta, dove venivano pubblicati anche disegni e storie dei lettori ad argomento bellico; le storie migliori venivano pubblicate e ricompensate con 5 lire. Oltre alle storie di argomento bellico il giornale proseguì la pubblicazione di saghe come quella di Rebo e quella di Faust. Le avventure di Tuffolino, inizialmente pubblicate in ultima pagina, nel corso del 1943 furono spostate nelle pagine interne.
Nel 1942 Pedrocchi lasciò la Mondadori per accasarsi alla casa editrice Carroccio, anche se continuò a realizzare sceneggiature per Topolino da esterno. Mondadori sollecitò un autore di gialli, Ezio D'Errico, a sceneggiare un fumetto "giallo" senza delitti, che fu pubblicato su Topolino nel 1943 con il titolo Ghigo investigatore. Con il numero 545 del 25 maggio 1943 Topolino assorbì i soppressi giornali L'avventuroso e Giungla pubblicando le continuazioni delle storie in corso in queste due testate. Tra queste vi erano due strisce a fumetti statunitensi pubblicate sotto mentite spoglie (con testi e disegni modificati e attribuiti ad autori italiani), cioè Il principe Ario (in realtà Prince Valiant) e Sul trono di Titania (episodio della striscia Brick Bradford).
A partire dal nº 495 del 9 giugno 1942 il titolo della storia in prima pagina recava le bandiere della Germania nazista, dell'Italia e del Giappone per rimarcare la partecipazione dell'Italia alle vicende della guerra in corso, ma esse vennero eliminate a partire dal nº 556 del 18 agosto 1943, anche perché il regime fascista era caduto il 25 luglio e l'armistizio con gli Alleati era ormai imminente. La stessa storia propagandistica del Mozzo del sommergibile sparì dalla prima pagina a partire dal numero 560 del 7 settembre 1943, sostituita da La sfera d'aria, storia facente parte del ciclo Saturno contro la Terra. La momentanea sostituzione di Topolino con Tuffolino, però, non evita la sospensione della testata, a cui contribuì anche l'occupazione tedesca in seguito all'armistizio di Cassibile e la conseguente nascita della Repubblica Sociale Italiana. Il 30 settembre 1943 i nazisti requisirono le officine tipografiche della Mondadori a Verona, e lo stesso editore, presumibilmente a causa di una compromettente lettera di congratulazioni a Badoglio, fu presto costretto a fuggire in Svizzera. Dopo il numero 561, che esce il 14 settembre 1943, la testata sospende le pubblicazioni fino al 7 dicembre, quando esce il numero successivo. La sospensione definitiva avviene con il n. 564 del 21 dicembre 1943.
C'è chi ritiene (ad esempio Alberto Becattini nell'articolo di introduzione alla storia Topolino nella seconda guerra mondiale pubblicata nella collana Gli anni d'oro di Topolino) che fosse stato Hitler stesso a ordinare la sospensione della testata, presumibilmente irritato dalla pubblicazione negli Stati Uniti in quello stesso anno di una storia pesantemente denigratoria nei confronti della Germania nazista, Mickey Mouse on a secret mission (pubblicata in Italia nel 1947 con il titolo Topolino nella seconda guerra mondiale). In realtà, anche senza supporre un presunto intervento nazista, gli eventi bellici, con la crescente carenza di carta e i bombardamenti che provocarono danni alle infrastrutture (distruggendo peraltro la filiale Mondadori a Milano), portarono entro la fine del 1943 alla sospensione di quasi tutte le testate a fumetti, non solo Topolino. La testata riprese le pubblicazioni soltanto a guerra conclusa il 15 dicembre 1945.

#### 1945-1949
Con il n. 565 del 15 dicembre 1945 la testata ritorna nelle edicole dopo una sospensione di due anni. Sul primo numero ritorna il personaggio di Topolino, che ora con la caduta del regime, è di nuovo pubblicabile, esordendo con la storia Topolino e il boscaiolo (1941) pubblicata in prima pagina. Inizialmente le strisce di Topolino pubblicate non erano rimontate, pur subendo spesso il taglio di una vignetta dalla prima striscia di ogni puntata per far posto al titolo della storia. Successivamente i tagli e le manipolazioni apportati dalla redazione alle strisce originali aumentarono: nella immediatamente successiva Topolino e il mistero delle collane diverse vignette furono in parte ridisegnate dal redattore Michele Rubino con risultati nettamente inferiori ai disegni originari di Gottfredson (Becattini cita in particolare "uno strano Pippo deformato" tra i personaggi aggiunti nelle vignette da Rubino); le puntate finali della stessa storia subirono peraltro dei rimontaggi, a differenza di quelle iniziali. Al termine della pubblicazione della storia in questione, la prima pagina del settimanale fu occupata per diverse settimane (dal numero 602 del 31 agosto 1946 al 617 del 14 dicembre 1946) dall'adattamento a fumetti del film Disney Pinocchio, mentre nelle pagine interne cominciò la ristampa di una storia a strisce del 1935, quella del pirata Orango. A partire dal n. 618 le avventure a puntate di Topolino tornarono a essere pubblicate in prima pagina, spesso parzialmente rimontate o rimaneggiate. Per la prima metà del 1947 la storia di Topolino pubblicata in prima pagina proseguiva a pagina 8. Successivamente, verso la fine dell'anno, questa continuazione fu rimossa.
Peraltro si può notare, rispetto al periodo anteguerra, una drastica diminuzione delle strisce giornaliere e tavole domenicali Disney pubblicate sul settimanale, a favore delle storie prodotte appositamente per i comics statunitensi che tuttavia, a causa del grande formato del settimanale, dovevano essere rimontate e suddivise in puntate. Le strisce giornaliere e le tavole domenicali di Paperino disegnate da Al Taliaferro trovarono spazio sul settimanale solo fino al giugno 1946; il loro posto fu preso successivamente dalle prime avventure con Paperino protagonista realizzate da Carl Barks per la collana statunitense Four Color Comics. Le uniche tavole domenicali delle Sinfonie Allegre pubblicate sul settimanale nel dopoguerra furono quelle di Pinocchio, mentre quelle successive relative a Bambi o ai tre caballeros rimasero inedite. In loro luogo si preferì pubblicare gli adattamenti per i comics dei film Bambi e I tre caballeros, oltre ad alcune brevi con protagonisti i tre porcellini pubblicate in origine su Walt Disney's Comics and Stories. Negli ultimi numeri furono pubblicate alcune tavole domenicali di Fratel Coniglietto. A partire dal numero 680 (28 febbraio 1948) anche le storie a strisce di Gottfredson scomparvero dal settimanale, venendo sostituite in prima pagina dapprima da alcune storie di Topolino prodotte per i comics e poi, a partire dal numero 713, da Topolino e il cobra bianco, prima storia Disney italiana del dopoguerra che terminerà sul n. 1 della nuova testata Topolino formato libretto che verrà edita dal 1949 in sostituzione della testata a giornale. Solo negli ultimi due numeri del giornale si avrà il ritorno delle strisce giornaliere di Topolino nelle pagine interne, con la pubblicazione della breve Topolino ispettore scolastico.
Nel dopoguerra la testata presentava otto pagine, ma per un breve periodo, dal n. 642 del 7 giugno 1947 al 653 del 23 agosto 1947, arrivò a comprenderne 16, prima di tornare di nuovo a otto. Nelle pagine interne del giornale trovarono posto numerose storie a puntate non Disney, di produzione sia italiana che statunitense. Tra esse spiccavano le strisce statunitensi di Mandrake, di Brick Bradford e di Flash Gordon, nonché i fumetti postumi di Pedrocchi (il fumettista era stato ucciso durante la seconda guerra mondiale da un bombardamento alleato mentre tornava a casa con il treno), tra cui gli ultimi capitoli di Saturno contro la Terra.
Alla fine degli anni quaranta, però, i giornali a fumetti erano irrimediabilmente in crisi, soprattutto quelli di grande formato che pubblicavano le storie a puntate al ritmo di una sola pagina alla settimana, e così era anche per Topolino, le cui vendite erano di gran lunga calate. Mondadori, però, non poteva rinunciare alla rivista da edicola per non perdere i ricchi diritti delle pubblicazioni da libreria, così decise un doloroso ma necessario cambio di formato e periodicità. A quel tempo l'editore per stampare Selezione dal Reader's Digest utilizzava appositamente una nuovissima e costosissima macchina che però restava inutilizzata nei periodi di attesa tra un numero e l'altro. Inevitabile, quindi, l'idea di utilizzare la macchina anche per produrre il nuovo Topolino, che ne ricalcherà, così, il formato (12,5 × 18 centimetri) e tutti i successivi cambiamenti (aumenti di pochi centimetri nelle dimensioni, il passaggio dalla spillatura alla brossura, cambi nel tipo di carta impiegata). La nuova serie esordì ad aprile 1949 dopo essere stata ampiamente pubblicizzata sugli ultimi due numeri del giornale (n. 737 e 738); diversamente dalla precedente era un mensile di cento pagine di storie esclusivamente Disney, al prezzo di sessanta lire, anziché le quindici del precedente settimanale.

## Supplementi al giornale Topolino
A Mario Nerbini, nei primi mesi del 1933, iniziarono ad arrivare gli arretrati di tre anni di produzione delle tavole Disney. Inoltre dovette scontrarsi anche con l'ostilità del Direttore Paolo Lorenzini, che voleva gestire il settimanale Topolino con criteri tradizionali senza pubblicare fumetti.
Trovandosi con materiale disponibile in eccesso fu costretto ad affiancare una nuova testata al Topolino giornale. Nel maggio 1933 esordì quella nota come Supplemento al giornale Topolino, con periodicità mensile per tutto l'anno e parte dell'anno successivo e poi quindicinale, e con un formato ancor più grande della serie regolare (imitando le grandi comic sections dei quotidiani americani). I fascicoli contenenti altro materiale della Disney e alcune storie non Disney oltre a racconti illustrati, uscirono numerati con cifre-bis, per un totale di 42 numeri (39 editi dalla Nerbini e 3 da Mondadori); i primi 26 numeri erano composti da 6 pagine, i restanti 16 numeri da 8 pagine. Il formato era per i primi due numeri di 56 x 40 cm, il maggiore mai adottato da una pubblicazione a fumetti (più grande di un quotidiano), poi passò a 53 x 35 cm e infine a 44 x 32 cm. I 42 numeri sono stati ristampati dalla Nerbini.
Sul supplemento caddero tutti i paraventi educativi: non c’era nessun rigo di editoriale e nessuna speigazione del rapporto tra l'enorme foglio piegato in tre e il settimanale regolare. Nel 1933 almeno, mancavano quasi del tutto i testi letterari, che invece abbondavano su Topolino. A partire dal terzo numero, apparvero alcune tavole di autori italiani. Sul Supplemento di maggio 1933 appave la prima tavola domenicale di Mickey Mouse (10 gennaio 1932), opera di Earl Duvall. Già dalla seconda tavola domenicale, le matite passeranno a Floyd Gottfredson e gli inchiostri a Al Taliaferro. Tra le storie pubblicate troviamo: Topolino contro Wolp (gran parte delle tavole verranno pubblicate in ottobre sull'albo omonimo, altre sul Topolino settimanale), Topolino e Piedidolci cavallo da corsa (nell'unica veste integrale, almeno fino agli anni settanta), Topolino poliziotto e Pippo suo aiutante, Topolino e Orazio nel castello incantato. Essendo il supplemento poco diffuso, per molti anni questi classici verranno considerati apparsi in albo per la prima volta.
Purtroppo, un po’ per il suo prezzo alto, un po’ per il formato che non ne favoriva la distribuzione e l'esposizione nelle edicole, il periodico non ebbe il successo che Mario Nerbini sperava. Il Topolino Supplemento, appunto, forse più raro dello stesso giornale, veniva venduto e scambiato tra i collezionisti degli anni sessanta e settanta addirittura in fotocopia.
A dicembre del 1939 fu pubblicato Topolino Paperino Almanacco 1940, l'ultimo albo dei 5 facente parte di Almanacco Topolino anteguerra. Anche se facente parte di un'altra collana fu indicato come supplemento di Topolino (giornale) (n. 366 del 28/12/1939) e Paperino e altre avventure (n. 105 del 28/12/1939).
| Numero                       | Anno | Data         | Pagine |
| ---------------------------- | ---- | ------------ | ------ |
| 1 - Supplemento di maggio    | 1933 | maggio       | 6      |
| 2 - II° Supplemento          | 1933 | giugno       | 6      |
| 3 - III° Supplemento         | 1933 | 25 giugno    | 6      |
| 4 - IV° Supplemento          | 1933 | 30 luglio    | 6      |
| 5 - V° Supplemento           | 1933 | 31 agosto    | 6      |
| 6 - Supplemento di ottobre   | 1933 | 8 ottobre    | 6      |
| 7 - Supplemento di novembre  | 1933 | 8 novembre   | 6      |
| 8 - Supplemento di dicembre  | 1933 | 8 dicembre   | 6      |
| 9 - Supplemento di gennaio   | 1934 | 21 gennaio   | 6      |
| 10 - Supplemento di febbraio | 1934 | 21 febbraio  | 6      |
| 11 - Supplemento di marzo    | 1934 | 15 marzo     | 6      |
| 12 - Supplemento di aprile   | 1934 | 15 aprile    | 6      |
| 13 - Supplemento di maggio   | 1934 | 15 maggio    | 6      |
| 14 - Supplemento di giugno   | 1934 | 15 giugno    | 6      |
| 15 - Supplemento di giugno   | 1934 | 30 giugno    | 6      |
| 16 - Suppl. n. 82            | 1934 | 21 luglio    | 6      |
| 17 - Suppl. n. 87            | 1934 | 26 agosto    | 6      |
| 18 - Suppl. n. 89            | 1934 | 9 settembre  | 6      |
| 19 - Suppl. n. 91            | 1934 | 23 settembre | 6      |
| 20 - Suppl. al n. 94b        | 1934 | 14 ottobre   | 6      |
| 21 - Topolino n. 96b         | 1934 | 28 ottobre   | 6      |
| 22 - Topolino n. 99b         | 1934 | 18 novembre  | 6      |
| 23 - Topolino n. 102         | 1934 | 9 dicembre   | 6      |
| 24 - Topolino n. 105-b       | 1934 | 30 dicembre  | 6      |
| 25 - Topolino n. 107-b       | 1935 | 13 gennaio   | 6      |
| 26 - Topolino n. 111-b       | 1935 | 10 febbraio  | 6      |
| 27 - Topolino n. 113-b       | 1935 | 24 febbraio  | 8      |
| 28 - Topolino n. 115-b       | 1935 | 10 marzo     | 8      |
| 29 - Topolino n. 117-b       | 1935 | 24 marzo     | 8      |
| 30 - Topolino n. 119-b       | 1935 | 7 aprile     | 8      |
| 31 - Topolino n. 121-b       | 1935 | 21 aprile    | 8      |
| 32 - Topolino n. 123-b       | 1935 | 5 maggio     | 8      |
| 33 - Topolino n. 125-b       | 1935 | 19 maggio    | 8      |
| 34 - Topolino n. 127-b       | 1935 | 2 giugno     | 8      |
| 35 - Topolino n. 129-b       | 1935 | 16 giugno    | 8      |
| 36 - Topolino n. 131-b       | 1935 | 30 giugno    | 8      |
| 37 - Topolino n. 133-b       | 1935 | 15 luglio    | 8      |
| 38 - Topolino n. 135-b       | 1935 | 28 luglio    | 8      |
| 39 - Topolino n. 136-b       | 1935 | 4 agosto     | 8      |
| 40 - Topolino n. 137-b       | 1935 | 11 agosto    | 8      |
| 41 - Topolino n. 139-b       | 1935 | 25 agosto    | 8      |
| 42 - Topolino n. 141-b       | 1935 | 8 settembre  | 8      |

## Altri derivati

### Albi Nerbini(albi privi di testata)
La Nerbini pubblicò anche una serie di albi privi di una testata comune e che esordì a ottobre 1933 con l'albo Topolino contro Wolp il terribile brigante del West (che divenne poi uno dei più rari e ricercati fumetti italiani); all'interno di questa serie venivano ristampate storie di Topolino già pubblicate a puntate su Topolino o sul Supplemento e venne edita per soli nove numeri fino a luglio 1935. Gli albi sono stati ristampati dalla Nerbini (tutti) e dalla Disney (i primi 4 numeri).
| N. | Titolo                                                      | Data                                                                  | Pagine |
| -- | ----------------------------------------------------------- | --------------------------------------------------------------------- | ------ |
| 1  | Topolino contro Wolp il terribile brigante del West         | 15 ottobre 1933                                                       | 12     |
| 2  | Le avventure eroicomiche di Topolino aviatore               | 25 dicembre 1933 e ripubblicato nel 1934, nel 1935 e nel 1936         | 24     |
| 3  | Topolino e Orazio nel castello incantato                    | 27 maggio 1934 e ripubblicato il 1º maggio 1935                       | 20     |
| 4  | Piedidolci cavallo da corsa                                 | 15 luglio 1934 e ripubblicato il 1º giugno 1935                       | 20     |
| 5  | Topolino Principe Azzurro alla caccia del terribile gigante | 30 settembre 1934 e ripubblicato il 1º aprile 1935 e il 1º marzo 1936 | 16     |
| 6  | Topolino contro il pirata e contrabbandiere Gambadilegno    | 1º gennaio 1935 e ripubblicato il 1º maggio 1936 e nel 1937           | 28     |
| 7  | Topolino poliziotto e Pippo suo aiutante                    | 1º aprile 1935                                                        | 28     |
| 8  | Avventure di Topolino alla caccia del bandito Pipistrello   | 1º giugno 1935 e ripubblicato il 1º maggio 1936                       | 28     |
| 9  | La brigata Topolino al Lago Polveroso                       | 1º giugno 1935 e ripubblicato il 1º maggio 1936                       | 20     |

### Nel regno di Topolino
Ancora prima di averne acquisito i diritti, la Mondadori fece esordire nel 1935 una nuova serie, Nel regno di Topolino, che pubblicherà fino al 1940 per 95 numeri di formato variabile. Anche questa è sostanzialmente una ristampa di storie già apparse a puntate sul settimanale a parte qualche eccezione relative alle prime strisce giornaliere di Mickey Mouse che Nerbini non aveva ancora pubblicato; la serie venne edita tra marzo 1935 e febbraio 1940 per 95 numeri (ristampati dalla Comic Art).
Ai 95 numeri si aggiungono 8 albetti come supplementi (Storia di: Biancaneve, Eolo, Dotto, Brontolo, Pisolo, Cucciolo, Mammolo, Gongolo)). Negli anni Settanta vennero inoltre prodotti, senza autorizzazione della Disney o di Mondadori, 6 albi apocrifi indicati come Nuova serie (Le meravigliose avventure di Pinocchio, I Tre Porcellini e il rivelatore di bugie, Topolino nell'alta società, Topolino nella valle tenebrosa, Le disavventure di Paperino e Le nuove avventure di Paperino).

### Albi d'Oro
A gennaio 1937 esordì la serie degli Albi d'Oro, simile nei contenuti a quella di Nel regno di Topolino, presentando ristampe e qualche inedito del primo Mickey Mouse oltre a qualche storia inedita di produzione italiana; la serie si concluse ad agosto 1940, col n. 41 (ristampata dalla Comic Art).

## Fasi della rivista
È possibile suddividere il giornale Topolino in funzione dell'editore.
| Numeri progressivi | Numeri pubblicati | Anni                             | Direttore                                                                            | Editore                          |
| ------------------ | ----------------- | -------------------------------- | ------------------------------------------------------------------------------------ | -------------------------------- |
| 1-136              | 136               | 31 dicembre 1932-4 agosto 1935   | Paolo Lorenzini (1-53) Mario Nerbini (54-130) Paolo Lorenzini (131-136)              | Casa Editrice Nerbini            |
| 137-263            | 126               | 11 agosto 1935-6 gennaio 1938    | Antonio Rubino (137-407) Ettore Della Giovanna (408-485) Giorgio Mondadori (486-564) | Walt Disney-Mondadori            |
| 264-564            | 438               | 13 gennaio 1938-21 dicembre 1943 | Antonio Rubino (137-407) Ettore Della Giovanna (408-485) Giorgio Mondadori (486-564) | API - Anonima Periodici Italiani |
| 565-600            | 35                | 15 dicembre 1945-17 agosto 1946  | Mario Gentilini (565-738)                                                            | Helicon Italiana                 |
| 601-738            | 138               | 24 agosto 1946-9 aprile 1949     | Mario Gentilini (565-738)                                                            | Periodici Mondadori              |

Il titolo della testata è quasi sempre Topolino ma saltuarimente ebbe un titolo diverso:
- I numeri 3-4 a causa della violazione dei diritti d'autore furono pubblicati con il titolo Il giornale di topo Lino
- I numeri 119-120 con il titolo Topolino - Mickey Mouse
- I numeri dal 216 al 330 con il titolo Topolino - Grandi avventure

## Prezzo
| Prezzo          | Dal numero | Anno             |
| --------------- | ---------- | ---------------- |
| £ 0,20 (€ 0,24) | 1          | 31 dicembre 1931 |
| £ 0,25 (€ 0,33) | 137        | 11 agosto 1935   |
| £ 0,30 (€ 0,34) | 216        | 11 febbraio 1937 |
| £ 0,40 (€ 0,45) | 225        | 15 aprile 1937   |
| £ 0,50 (€ 0,43) | 386        | 16 maggio 1940   |
| £ 0,60 (€ 0,23) | 559        | 31 agosto 1943   |
| £ 8 (€ 0,35)    | 565        | 15 dicembre 1945 |
| £ 10 (€ 0,37)   | 577        | 9 marzo 1946     |
| £ 12 (€ 0,28)   | 621        | 11 gennaio 1947  |
| £ 25 (€ 0,57)   | 642        | 7 giugno 1947    |
| £ 16 (€ 0,37)   | 654        | 30 agosto 1947   |
| £ 15 (€ 0,33)   | 691        | 15 maggio 1948   |

## Pagine
| Dal numero - al | Pagine |
| --------------- | ------ |
| 1 - 215         | 8      |
| 216 - 354       | 16     |
| 355 - 385       | 12     |
| 386 - 453       | 16     |
| 454 - 476       | 12     |
| 477 - 561       | 8      |
| 562 - 564       | 6      |
| 565 - 641       | 6      |
| 642 - 653       | 16     |
| 654 - 738       | 8      |

## Ristampe
Le ristampe di Topolino partono dal numero 1 e terminano con il numero 709. Dal 710 al 738 non esiste nessuna ristampa.
La Casa Editrice Nerbini ha ristampato dal numero 1 del 1932 al numero 136 del 1935. Anche l'editore Vecchi Ricordi ha ristampato dal numero 1 del 1932 al numero 136 del 1935.
L'editore Luigi Olmeda ha ristampato dal numero 137 del 1935 al numero 157 del 1935.
La Comic Art ha ristampato (in 29 volumi) dal numero 158 del 1936 al numero 641 del 1947 in una tiratura di 1000 copie. La Arnoldo Mondadori Editore nel 1980 ha inoltre ristampato in un volume della testata Cartonatoni Disney intitolato Topolino 1935, La Gallina di Compar Caprone dal numero 137 al numero 157 del 1935.
La casa editrice Camillo Conti ha ristampato dal numero 642 del 1947 al numero 709 del 1948.
Volumi Comic Art
| N. | Data           | Titolo               | Ristampa dal n. al n. |
| -- | -------------- | -------------------- | --------------------- |
| 1  | ottobre 1983   | Topolino - 1936/1    | 158 - 184             |
| 2  | settembre 1984 | Topolino - 1936/2    | 185 - 210             |
| 3  | settembre 1985 | Topolino - 1937/1    | 211 - 223             |
| 4  | novembre 1985  | Topolino - 1937/2    | 224 - 236             |
| 5  | giugno 1986    | Topolino - 1937/3    | 237 - 249             |
| 6  | settembre 1986 | Topolino - 1937/4    | 250 - 262             |
| 7  | aprile 1987    | Topolino - 1938/1    | 263 - 275             |
| 8  | giugno 1987    | Topolino - 1938/2    | 276 - 288             |
| 9  | ottobre 1987   | Topolino - 1938/3    | 289 - 301             |
| 10 | dicembre 1987  | Topolino - 1938/4    | 302 - 314             |
| 11 | maggio 1988    | Topolino - 1939/1    | 315 - 327             |
| 12 | luglio 1988    | Topolino - 1939/2    | 328 - 340             |
| 13 | ottobre 1988   | Topolino - 1939/3    | 341 - 353             |
| 14 | dicembre 1988  | Topolino - 1939/4    | 354 - 366             |
| 15 | maggio 1989    | Topolino - 1940/1    | 367 - 381             |
| 16 | luglio 1989    | Topolino - 1940/2    | 382 - 394             |
| 17 | ottobre 1989   | Topolino - 1940/3    | 395 - 407             |
| 18 | dicembre 1989  | Topolino - 1940/4    | 408 - 420             |
| 19 | marzo 1990     | Topolino - 1941/1    | 421 - 433             |
| 20 | luglio 1990    | Topolino - 1941/2    | 434 - 446             |
| 21 | novembre 1990  | Topolino - 1941/3    | 447 - 459             |
| 22 | dicembre 1990  | Topolino - 1941/4    | 460 - 472             |
| 23 | aprile 1991    | Topolino - 1942/1    | 473 - 498             |
| 24 | settembre 1991 | Topolino - 1942/2    | 499 - 524             |
| 25 | aprile 1992    | Topolino - 1942/1    | 525 - 544             |
| 26 | settembre 1992 | Topolino - 1943/2    | 545 - 564             |
| 27 | aprile 1995    | Topolino - 1945/1946 | 565 - 593             |
| 28 | novembre 1995  | Topolino - 1946/2    | 594 - 619             |
| 29 | dicembre 1995  | Topolino - 1947/1    | 620 - 641             |